# 近畿大学工学部硬式野球部
近畿大学工学部硬式野球部（きんきだいがくこうがくぶこうしきやきゅうぶ）は、広島六大学野球連盟に所属する大学野球チーム。近畿大学工学部の学生によって構成されている。近畿大学硬式野球部とは別チームであり、かつて広島県呉市に本拠地を置いていた時代は「近大呉工学部」と表記されることもあった。

## 歴史
1967年の広島六大学野球連盟発足より参加。
1973年秋季に初のリーグ優勝。続く明治神宮野球大会（第4回大会）1回戦で神奈川大に0-2で敗退。翌1974年、大学選手権1回戦で神奈川大を1-0（延長14回）で下し、2回戦で兄弟校近畿大に0-7（8回コールド）で敗退。同年秋は広島経済大がリーグ優勝。翌1975年、大学選手権1回戦で明治大に0-10（7回コールド）で敗退。同年秋は広島大がリーグ優勝。翌1976年、大学選手権1回戦で駒澤大の4年森繁和投手に完全試合を達成され0-2で敗退。同年秋の明治神宮野球大会（第7回大会）1回戦で近畿大に0-9（7回コールド）で敗退。
翌1977年、大学選手権1回戦で準優勝した4年遠藤一彦投手や1年原辰徳らの東海大に0-1で惜敗。同年秋の明治神宮野球大会（第8回大会）1回戦で優勝した法政大の4年江川卓投手に4安打17奪三振で完封されるも、江川の被本塁打のみの0-1で惜敗。
翌1978年、1980年、1981年の大学選手権では、いずれも準決勝で優勝した鹿取義隆投手や平田勝男らの明治大に敗退し（1-8、1-6、0-8）、ベスト4に留まる（79年は1回戦の愛知学院大に4-8で敗退）。同80年秋の明治神宮野球大会（第11回大会）は初戦2回戦で関東学院大に2-7で敗退（同78、79、81年は広島大が秋のリーグ優勝）。
1984年、秋の明治神宮野球大会（第15回大会）で4年佐々木修投手を擁し、初戦2回戦で愛知学院大を4-3、準決勝で明治大を下し進出してきた3年園川一美投手擁する日本体育大を2-1で下し、決勝戦で4年河野博文投手擁する駒澤大に1-3で敗れるも、広島六大学代表として初の準優勝を果たす。関東関西東海の主要リーグ以外からの躍進が地方旋風としてスポーツ新聞などで話題となった。
1989年、大学選手権で3年佐野重樹投手を擁し、初戦2回戦で東海大を1-0、準々決勝で福岡大を2-1で下し、準決勝で岡林洋一投手らの専修大に1-2（延長13回）で敗れベスト4。
1986年春季から1991年春季にかけての11季連覇をはじめ、2024年現在までリーグ最多の優勝回数を誇っている。2001年より東広島市に本拠地を移転した。

## 記録
※ 2017年秋季リーグ終了時点
- リーグ優勝49回
- 全日本大学野球選手権大会 出場28回、ベスト4進出4回
- 明治神宮野球大会 出場9回、準優勝1回

## 本拠地
- グラウンド

近畿大学工学部 樹影球場（広島県東広島市）

## 出身者
- 佐々木修 - プロ野球選手（近鉄バファローズ）
- 沢村通（中退） - アマチュア野球選手（新日鐵君津）
- 佐野重樹 - プロ野球選手（近鉄バファローズなど）
- 中本和希 - プロ野球選手（オリックス・バファローズ）
- 中元勇作 - プロ野球選手（東京ヤクルトスワローズ）
- 森原康平 - プロ野球選手（横浜DeNAベイスターズ）
- 石伊雄太 - プロ野球選手（中日ドラゴンズ）